# Swisher (Iowa)
Swisher – miasto w Stanach Zjednoczonych, w stanie Iowa, w hrabstwie Johnson. W 2000 roku liczyło 813 mieszkańców.